# Benfiskar
Klassen benfiskar, Osteichthyes, är systergrupp till broskfiskarna bland nu levande fiskar. De utmärks av ett starkt förbenat skelett och förekomsten av broskben, alltså ben som först formas av brosk, samt fyra par gälar täckta av gällock. Fjällen är vanligen skivformade men kan ibland vara taggliknande eller stora plattor, sk. plåtar. Cirka 95 % av alla fiskar är benfiskar och i de flesta fall de som man i folkmun brukar förknippa med fiskar.

## Matspjälkningsorganen
Matspjälkningsorganen varierar mycket mellan arterna, men de flesta har en dålig tunga och bra tänder. Rovfiskarna har långa magsäckar med korta tarmar, medan växtätarna däremot har små, säckliknande magsäckar och långa tarmar.

## Blodomloppet inklusive hjärtat
Benfiskarnas blodkärlsystem liknar hajens väldigt mycket. Fiskarna har fyra gälartärer: nr III, IV, V och VI, en till varje gäl. Hjärtat är S-format och har ingen klaff, utan en klafflös del av ventralaortan. Hjärtat är alltså inte en utpumpningsstation utan mer en tryckutjämnare.

## Rörelseapparat
De flesta benfiskar rör sig på samma sätt som hajarna, genom rytmiska kontraktioner av den segmentalt arrangerade axialmuskulaturen. Benfiskarnas muskler och ryggrad har därför samma uppbyggnad som broskfiskarna. Men den skillnad som finns mellan grupperna är att muskulatur finns i kraniet. Fenmuskelaturen är därför mer differentierad hos en benfisk än hos en haj.

## Andningsorgan
Benfiskarnas gälar och gälregion skiljer sig från hajarnas genom att de saknar spruthål och gälspeta. De har fyra par fungerande gälar, som är uppbyggda av gälfilament och gällameller. Precis som hajarna skapar benfiskar ett kontinuerligt vattenflöde över gälarna genom en kombinerad pump- och sugmekanism.

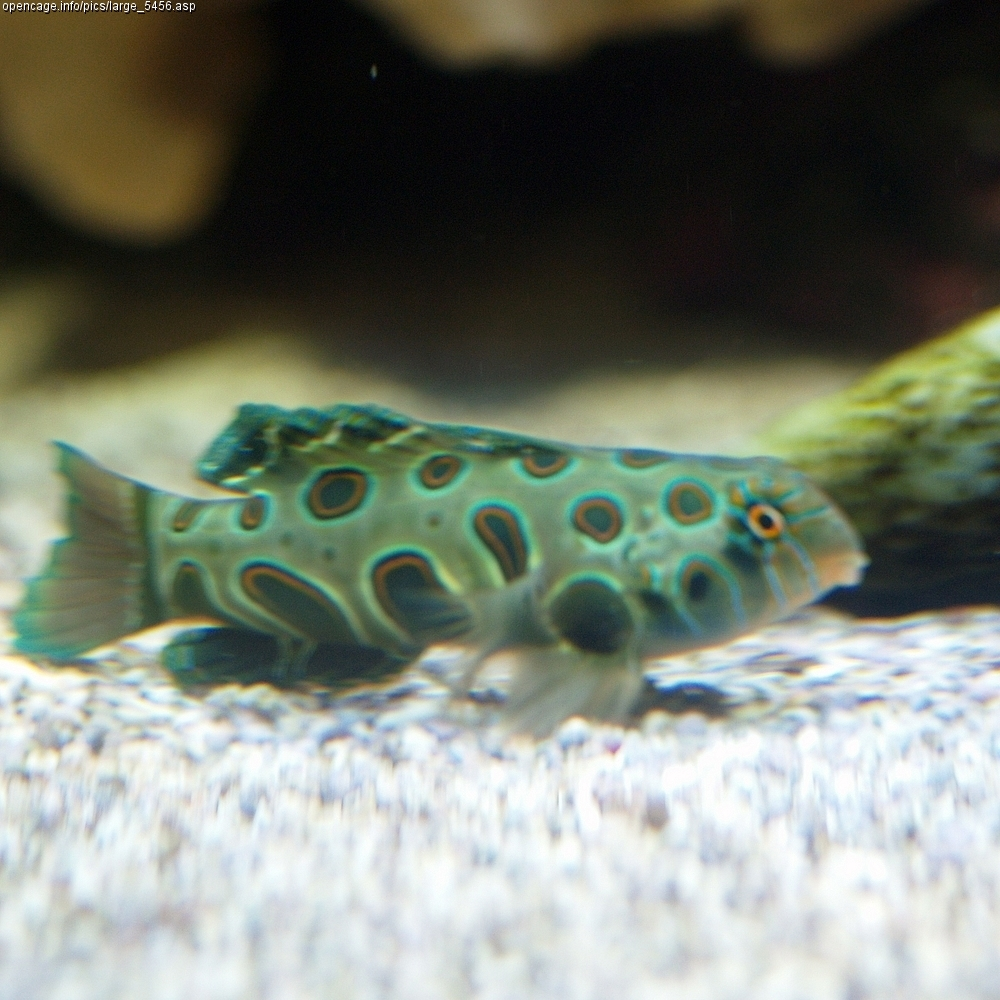

## Sinnen och nervsystem
Nervsystemet för benfiskar överensstämmer väl med hajarna. Benfiskarnas hjärna är kortare och på vissa ställen bredare än broskfiskarnas hjärna. Hos benfiskarna är mitthjärnan den dominerande delen av hjärnan. Normalt registrerar benfiskars inneröra ljud genom att ljudvågorna med relativt lätthet fortplantar sig rakt igenom fiskens huvud. Elektriska organ finns hos en mängd fiskgrupper. Dessa organ byggs upp av en serie kopplade eletrocyter vilka hålls samman av en bindvävsskida. De elektriska organen ligger i regel i fiskens bakkropp.

## Fortplantning
Benfiskarnas fortplantningsorgan sitter och hänger ner från bukhålans tak. Under parningstiden upptar könsorganet större delen av bukhålans volym, men när lektiden är över är det knappt märkbart. Hos en hona kan äggstockarna uppta 70% av kroppsvikten. Det hanliga könsorganet är likt hajens. Intressant är att det i 14 av familjerna finns arter som är hermafroditer, alltså som börjar som hane och sedan blir hona.

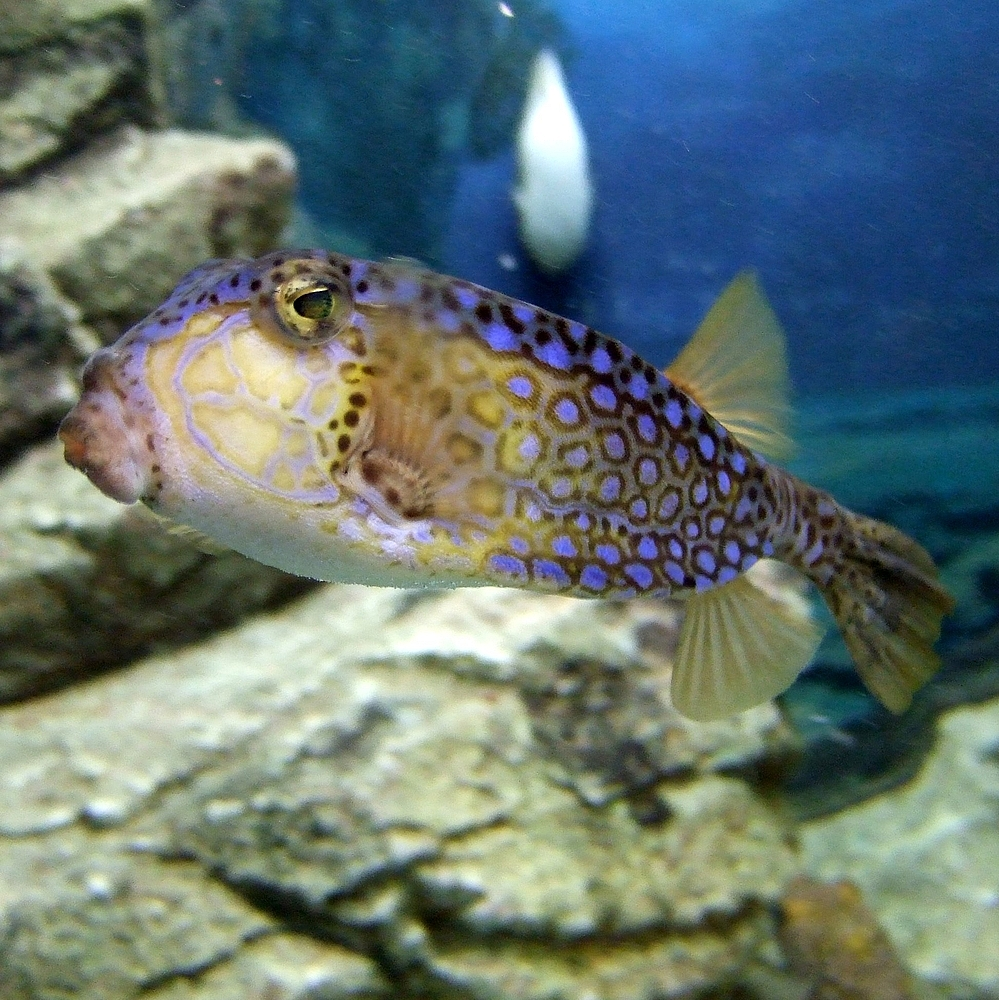

## Utsöndringsorgan
Benfiskarna har två långa njurar, vilka hos många av arterna går ihop i stjärtregionen och bildar en oparig stjärtnjure. De har också en urinblåsa strax före utmynningen av urinen. Ett viktigt utsöndringsorgan är gälarna, där fiskarna kan göra sig av med kroppens ammoniak. Avföringen från benfiskar består till 90% av ammoniak. Njurarna har olika funktion beroende på var fiskarna lever. Medan sötvattensfiskarnas njurar framför allt måste få bort vatten, så måste saltvattensfiskarnas njurar i större omfattning utsöndra salter och behålla vatten.